# Садовый (Ясненский район)
Садовый — посёлок в Ясненском городском округе Оренбургской области.

## География
Находится на расстоянии примерно 22 километров по прямой на восток-северо-восток от окружного центра города Ясный.

## Климат
Климат сухой, резко континентальный. Средняя температура января −17…−18°С, глубина снежного покрова 25-30 см, малая мощность снежного покрова приводит к промерзанию почвы на глубину до 1,5 м. Лето жаркое и сухое, средняя температура июля +20…+21°С. Также характерной особенностью климата является недостаточность атмосферных осадков, годовая сумма которых не достигает 300 мм. Холодным временем года является период с октября по март, и теплым — с апреля по сентябрь.

## История
Посёлок был основан как центр отделения № 2 подсобного хозяйства рабочего посёлка Прииск-Кумак (совхоз «Золотопродснаб») в 11 км от пос. Прииск-Кумак (Кумак) на правобережье балки Алисай. Он был основан как посёлок овощеводов, также здесь располагалась ферма КРС молочного направления. С 1964 года пос. Садовый стал центром одного из отделений совхоза «Веселовский», затем центром отделения ЗАО «Веселовское». До 2016 года в составе Веселовского сельсовета Ясненского района, после преобразования обоих муниципальных образований в составе Ясненского городского округа.

## Население
Постоянное население составляло 202 человека в 2002 году (казахи 50 %), 81 в 2010 году.